# Nezu-jinja
Nezu-jinja (jap. 根津神社) – chram shintō w Tokio, w dzielnicy Bunkyō, w Japonii. Jest to jeden z najstarszych zachowanych chramów w stolicy („ważne dobro kultury”), słynny z Festiwalu Azalii.

## Historia
Według legendy, chram powstał 1900 lat temu, lecz obecne budowle ufundował siogun Tsunayoshi Tokugawa w 1705 jako kompleks sakralny shintō-buddyjski pod nazwą Nezu Gongen. Honden, haiden i bramy wzniesiono w dekoracyjnym stylu „japońskiego baroku” gongen-zukuri.
Gdy w 1868 zlikwidowano synkretyzm shintō-buddyjski Nezu stało się wyłącznie sanktuarium shintō, ale wpływy buddyjskie są nadal wyraźnie widoczne w architekturze chramu. Czczone są tu kami: Susanoo, Ōyamakui, Hachimana, Ōkuninushi i Michizane Sugawary. Jest tu także Otome-Inari-jinja, chram ku czci Inari, który ozdabiają figury kitsune – lisów, posłańców Inari, a także liczne szkarłatne torii.
Na terenie chramu znajduje się kamień o kształcie ławki o nazwie Bungō Ikoi-no-ishi (dosł. „kamień do odpoczynku mistrzów literatury”), ulubione miejsce do przemyśleń pisarzy: Sōseki Natsume (1867–1916) i Ōgai Mori (1862–1922), którzy uwiecznili chram Nezu w swoich powieściach. Na zboczu za ozdobnym stawem rośnie ponad 3 tysiące krzewów azalii 50 gatunków, które rozkwitają w kwietniu. Odbywa się wówczas Festiwal Azalii (Tsutsuji-matsuri) od 9 kwietnia do 5 maja.

## Galeria

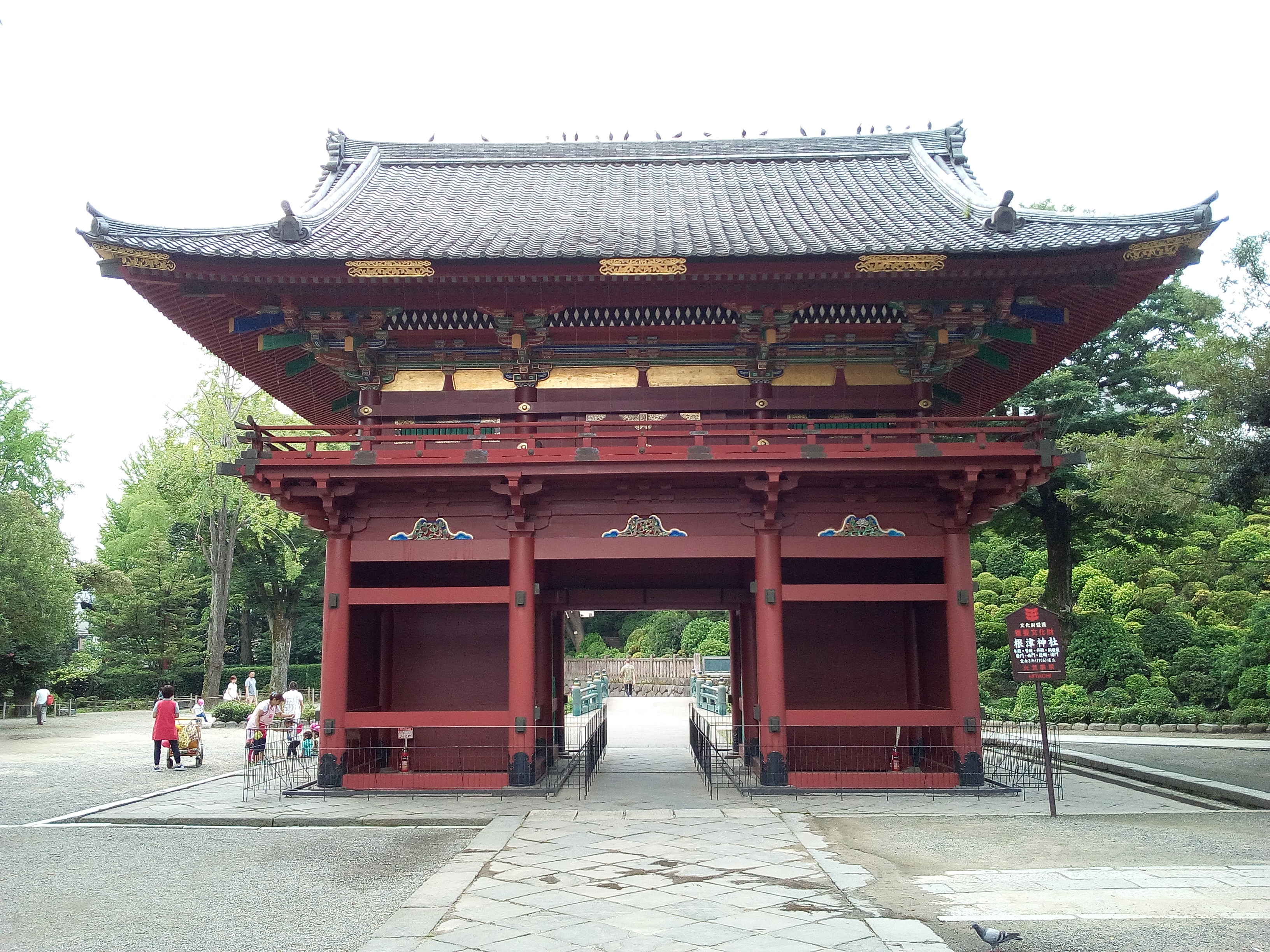
Brama wieżowa
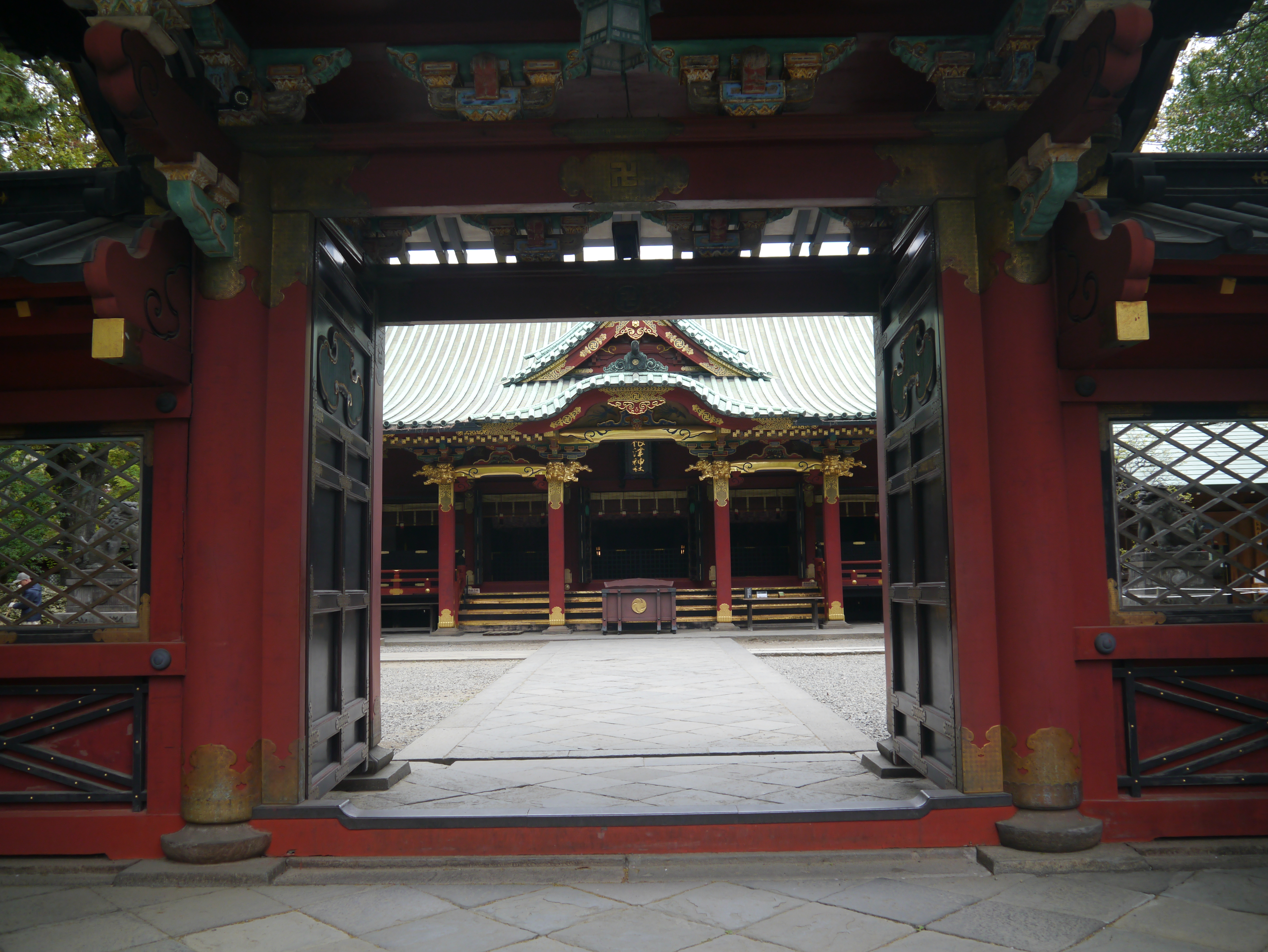
Honden
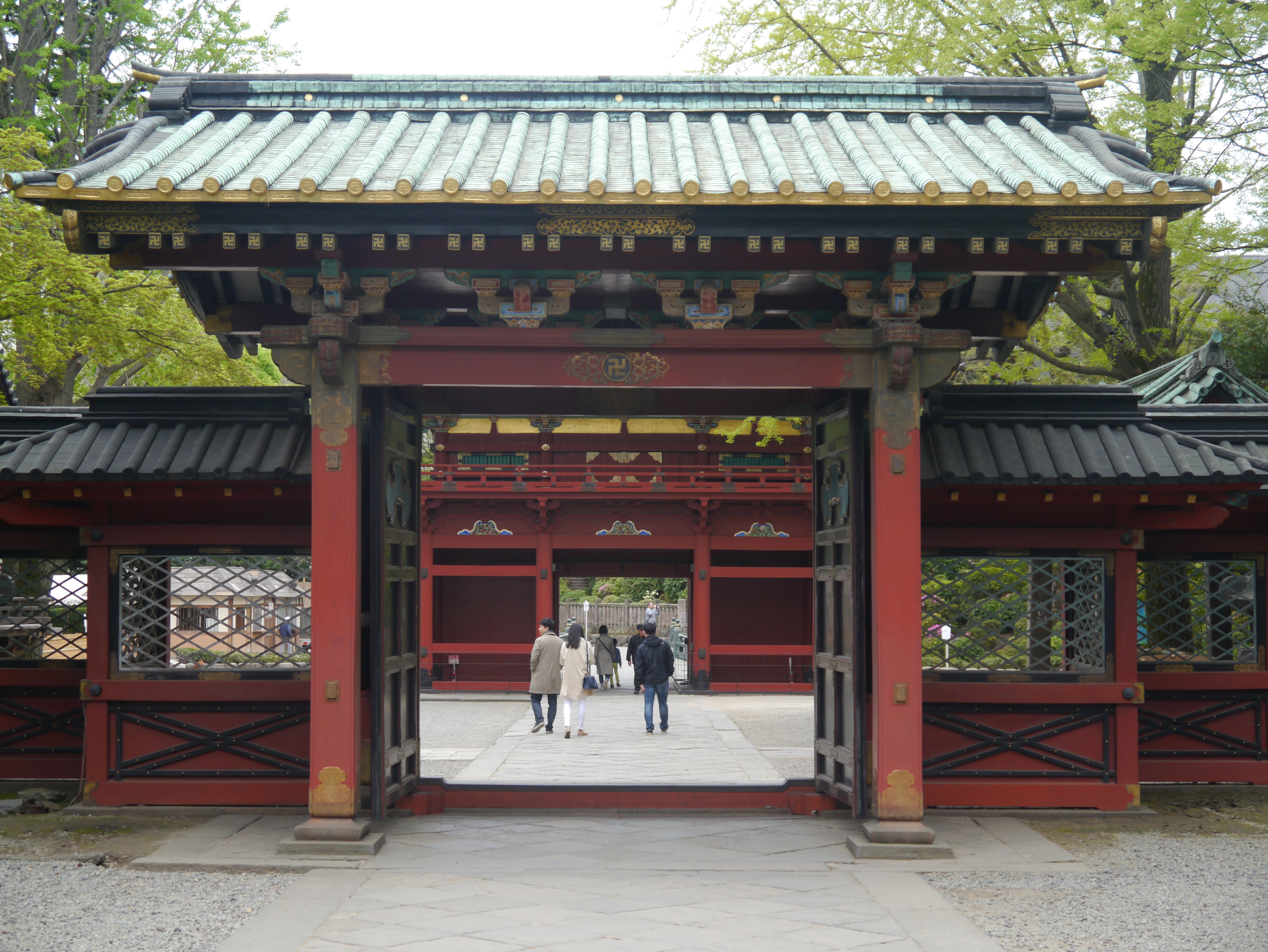
Brama chramu
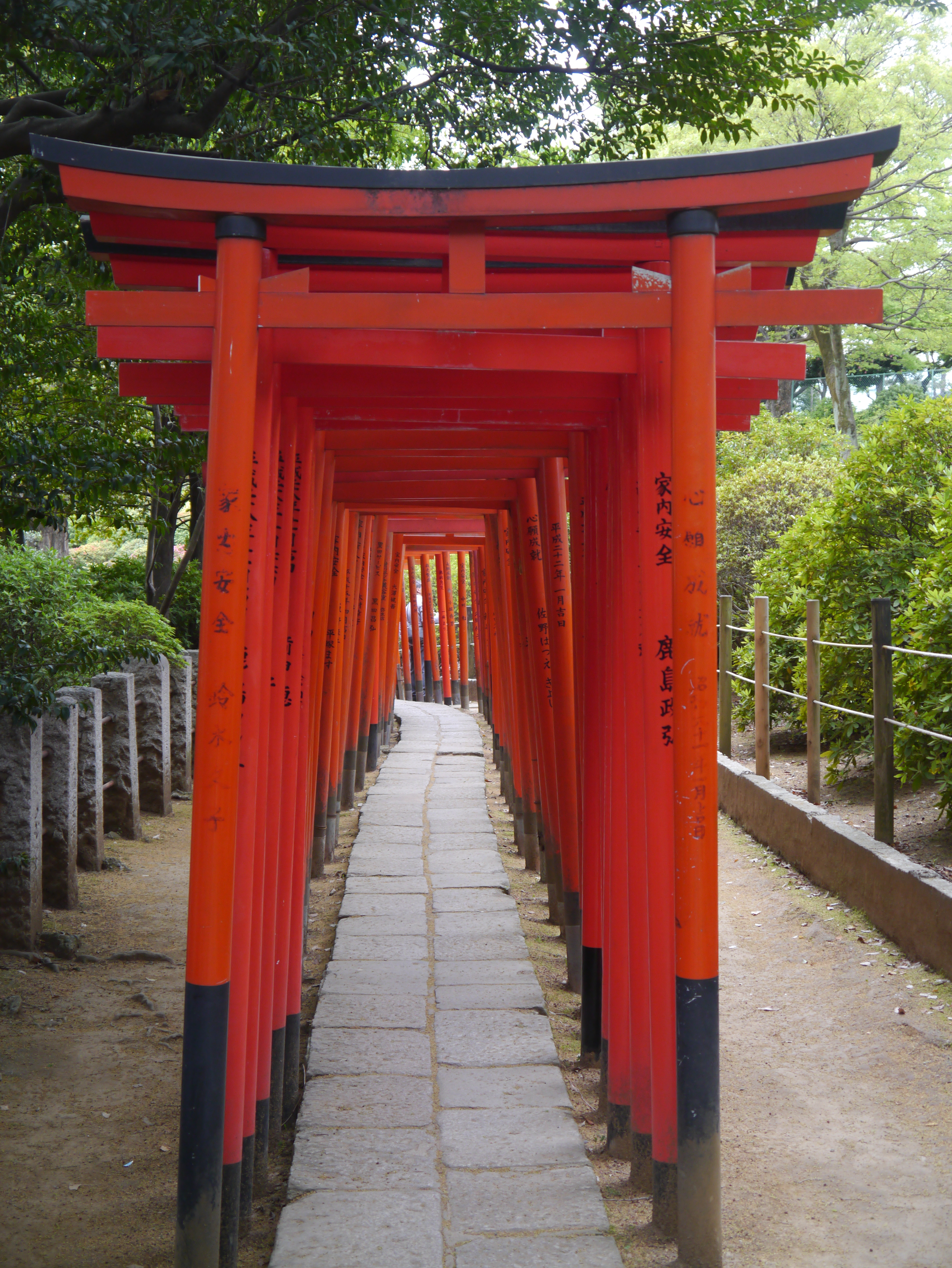
Torii
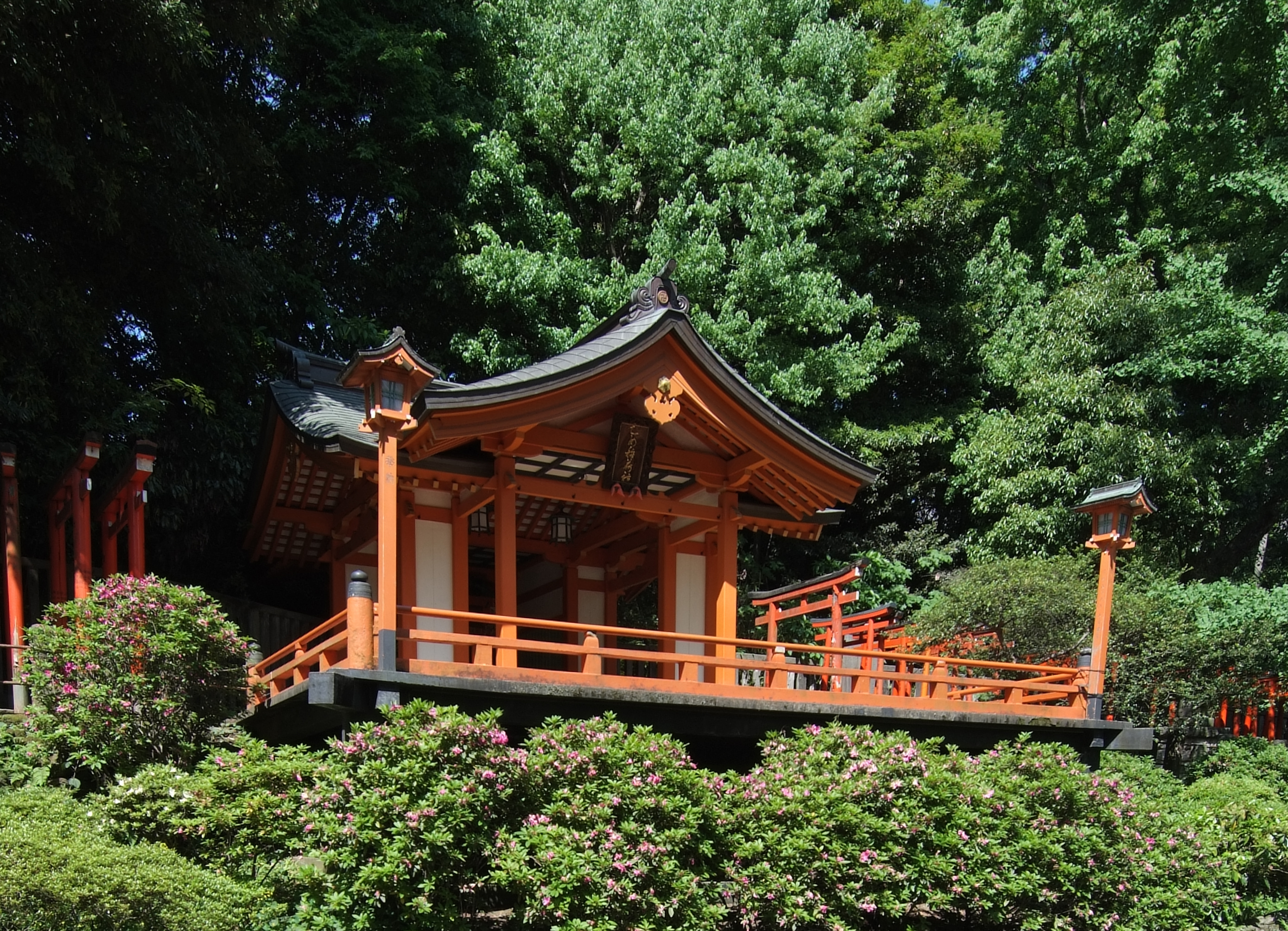
Otome-Inari-jinja
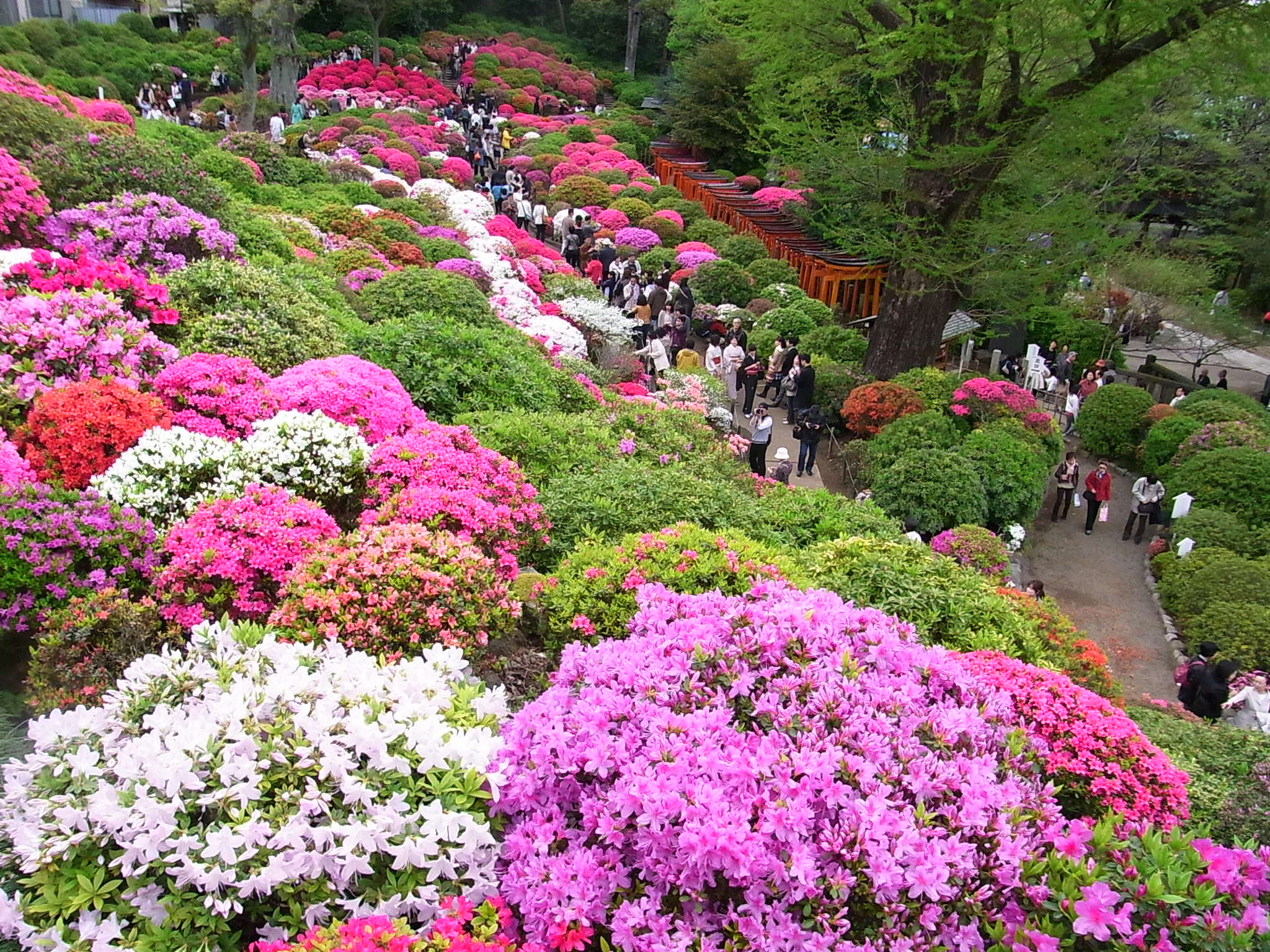
Kwitnące azalie
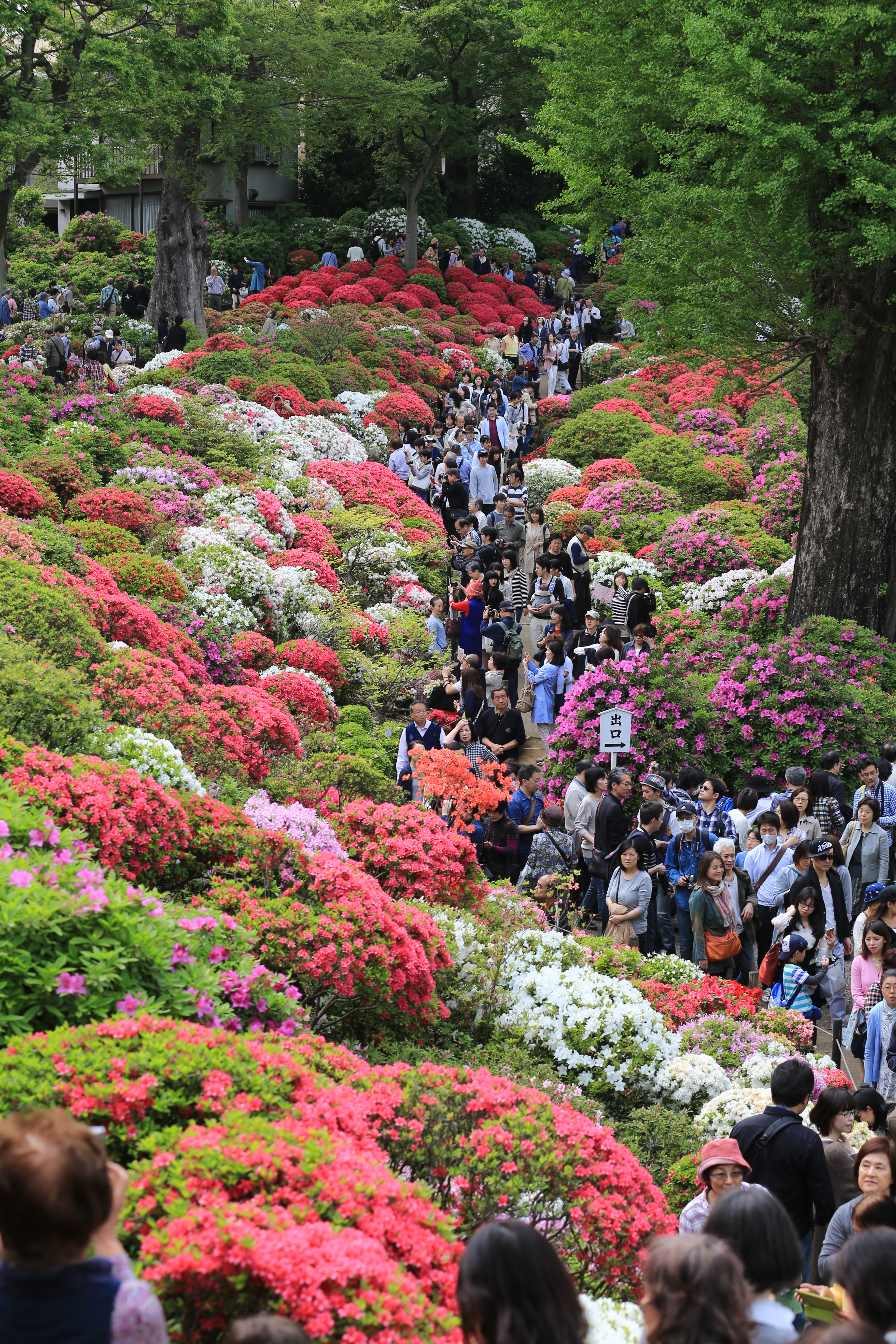
Azalie